# LB&SCR-Klasse A1
Die Klasse A1 der London, Brighton and South Coast Railway (LB&SCR), auch als Terrier bezeichnet, war eine Baureihe, die 50 Tenderlokomotiven umfasste. Die Dreikuppler wurden von William Stroudley, dem Locomotive Superintendent der LB&SCR, entworfen. Sie dienten dem leichten Personenverkehr und dem Rangierdienst. 22 Lokomotiven wurden in den Jahren 1911 bis 1943 zu Lokomotiven der Klasse A1X umgebaut. Die für ihre Größe sehr leistungsfähigen Lokomotiven waren äußerst langlebig und standen oft länger als 80 Jahre im Dienst. Die letzte A1X wurde 1963 abgebrochen, zehn Lokomotiven sind der Nachwelt erhalten geblieben.

## Geschichte

### Bau
Anfang der 1870er Jahre hatte die LB&SC Schwierigkeiten, dem zunehmenden Londoner Vorortsverkehr gerecht zu werden. Um die Aufgabe zu bewältigen, wählte Stroudley eine leichte, aber dennoch kräftige Dreikuppler-Tenderlokomotive, die in größeren Stückzahlen beschafft werden sollte, um gleichzeitig die große Baureihenvielfalt der LB&SCR einzudämmen. Die Zeichnungen wurden im November 1871 freigegeben, und die ersten sechs Lokomotiven der Klasse A1 wurden bei den bahneigenen Werkstätten in Brighton bestellt. Im März 1872 begann der Bau der Lokomotiven, und die ersten beiden, 71 Wapping und 72 Fenchurch, verließen im August desselben Jahres die Werkstätte. Der markante, bellende Auspuffschlag führte dazu, dass die Baureihe vom Personal den Spitznamen Terrier erhielt, der sich bald als gängige Bezeichnung dieser Klasse durchsetzen sollte. Die Lokomotiven waren beim Personal beliebt, da sie angenehm zu fahren waren, gut Dampf erzeugten und zuverlässig waren. Die LB&SC beschaffte bis 1880 weitere 44 Lokomotiven derselben Baureihe bei den Werkstätten in Brighton. Von 1874 bis 1878 wurden jährlich sechs bis neun Maschinen gebaut, wobei die Serie rückwärts nummeriert wurde, was heißt, dass die Lokomotive Nr. 69 vor der Nr. 68 abgeliefert wurde. Einzig die sechs 1872 und die acht 1880 gelieferten Lokomotiven wurden aufsteigend nummeriert.

### Betrieb
Alle bis auf sechs wurden im Großraum London eingesetzt, wo sie im Süden Londons den Vorortsverkehr revolutionierten. Sie verkehrten hauptsächlich auf der South London Line von der London Bridge Station zur Victoria Station und von New Cross durch den Themse-Tunnel zur Great Eastern Main Line. Die South London Line hatte einen sehr leichten Oberbau mit Tannenschwellen, kurzen Gusseisenschienen und Kiesschotter. Die Strecke war im Betrieb herausfordernd, da auf einer Streckenlänge von nur 12,8 km (8 mi) zehn Bahnhöfe bedient werden mussten. Darüber hinaus wurden auch die Strecken von der Victoria Station und von der London Bridge Station nach Croydon, sowie von der London Bridge Station nach Sutton bedient.
Bis 1900 hatte die Klasse ihr Einsatzgebiet bis nach Portsmouth ausgeweitet, doch aufgrund der gestiegenen Anforderungen an die Lokomotiven wurde beschlossen, die Baureihe auf 15 Lokomotiven zu reduzieren und stattdessen kräftigere Lokomotiven der D1-Klasse einzusetzen. Bis 1905 wurden zehn Maschinen abgebrochen und 15 verkauft. Sechs Lokomotiven gingen an ein Bauunternehmen, drei an die Isle of Wight Central Railway, drei an Nebenbahnen, zwei an die London and South Western Railway und eine an die Hafengesellschaft von Newhaven. 1908 ging die Nr. 37 an die Royal Navy, die die Lokomotive in Grangemouth einsetzte.

### Motor-Train und Umbau zur Klasse A1X
Der Niedergang der Baureihe wurde durch die Einführung von sogenannten Motor-Trains gestoppt. 1905 wurden Versuchsweise die Nr. 82 Boxhill und die Nr. 81 Beulah zu 1B-Lokomotiven umgebaut und zusammen mit einem Steuerwagen als sogenannter Motor-Train auf Nebenstrecken eingesetzt. Die Betriebsart wurde mit Dampf- und Benzintriebwagen verglichen. Die Triebwagen konnten sich nicht durchsetzen, weil sie nicht an das saisonalen schwankende Verkehrsaufkommen angepasst werden konnten, während bei den Motor-Trains saisonal zusätzliche Wagen eingereiht werden konnten. Die beiden Lokomotiven wurden 1913 wieder zu Dreikuppler zurückgebaut, aber die verbliebenen A1-Lokomotiven wurden für den Einsatz auf Nebenstrecken angepasst. Insgesamt wurden ab 1912 22 Lokomotiven mit neuen Kesseln versehen. Diese aufgearbeiteten Lokomotiven wurden in die neu geschaffene Klasse A1X eingeordnet. Der Verkauf von Lokomotiven ging weiter. 1918 gingen weitere vier Lokomotiven an die Royal Navy und von 1919 bis 1937 gingen vier an Nebenbahnen. 
Mit der Neugliederung der britischen Eisenbahnen 1923 kamen die Lokomotiven der Klassen A1 und A1X zur Southern Railway; sowohl diejenigen der LB&SCR, wie auch zehn Lokomotiven, die zuvor an andere Bahngesellschaften verkauft worden waren, die jetzt ebenfalls in die Southern Railway (SR) integriert wurden. Auch mit der Verstaatlichung 1948 kehrten zwei zuvor verkaufte Maschinen wieder in den Besitz von British Railways (BR) zurück. Die 16 im Bestand verbliebenen Terrier blieben noch mehrere Jahre fast vollständig im Dienst von BR, noch Ende 1962 waren zehn Exemplare vorhanden. Verteilt über Südengland standen sie bis 1963 im Einsatz. Die Klasse war äußerst langlebig. Zwölf Lokomotiven standen über 80 Jahre im Einsatz, davon zwei sogar über 90 Jahre.
Die letzten Einsatzgebiete der Terrier waren die Strecke der ehemaligen Kent & East Sussex Railway (K&ESR) zwischen Headcorn und Robertsbridge, die 1961 stillgelegt wurde, sowie die 1963 eingestellte Hayling Island Branch, die Havant mit Hayling Island verband. Beide Strecken erforderten besonders geringe Achslasten. Während die bis 1948 private K&ESR einen sehr leicht ausgeführten Oberbau besaß, stellte die hölzerne Langstone Bridge über den Meeresarm Langstone Harbour das Hindernis für den Einsatz anderer Fahrzeuge auf der Strecke nach Hayling Island dar. Die Brücke durfte einzig von den Lokomotiven der Klasse A1 befahren werden. Die letzten Terrier bespannten bis zur Einstellung am 4. November 1963 alle Züge der Strecke. Die Lokomotive 32636 Fenchurch war bei ihrer Ausmusterung die letzte ehemalige LB&SCR-Maschine im Bestand und mit über 90 Jahren die älteste Maschine von British Railways.

### Nachbau in Australien

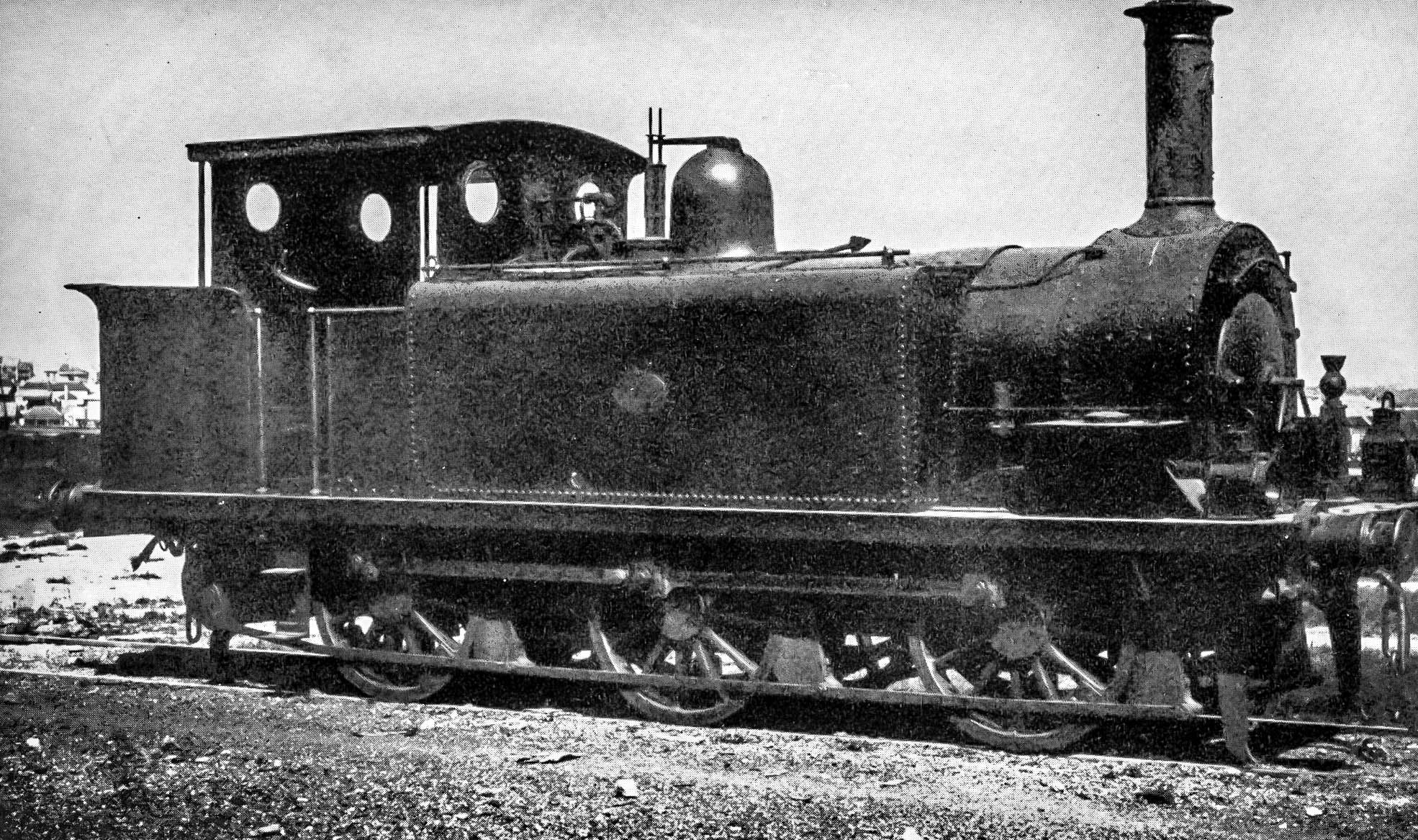
NSWGR-Klasse N67

Die australische New South Wales Government Railways (NSWGR) ließ 1875 acht weitgehend baugleiche Lokomotiven von zwei australischen Lokomotivfabriken bauen. Diese entstanden nach den Originalplänen der LB&SCR und unterschieden sich lediglich durch ein einfacher gestaltetes Führerhaus und einen größeren Kohlenkasten. Die NSWGR ordnete diese Lokomotiven in die Klasse N67 ein. 
Bereits 1890 waren die Lokomotiven durch leistungsfähigere aus dem Vorortverkehr von Sydney verdrängt worden und wurden nur noch als Rangierlokomotiven verwendet. Fünf der Lokomotiven wurden um 1890 zu Kranlokomotiven umgebaut und fanden einige Jahre lang Verwendung im Baudienst und als mobile Kohlenkräne in Bahnbetriebswerken.
1924 wurden die Maschinen der Klasse X10 zugeordnet, in der verschiedene Tenderlokomotiven für Dienstzwecke zusammengefasst wurden. Die letzten Maschinen wurden in den 1930er Jahren ausgemustert.

### Erhaltene Lokomotiven
Zehn Lokomotiven sind erhalten geblieben, von denen viele bei Museumsbahnen betriebsfähig sind. Drei Lokomotiven sind bei der Kent and East Sussex Railway, jeweils zwei bei der Bluebell Railway und der Isle of Wight Steam Railway, sowie eine bei Bressingham Steam and Gardens. Zwei Lokomotiven sind in Museen ausgestellt: im National Railway Museum in York wird die Nr. 82 Boxhill gezeigt, während im kanadischen Eisenbahnmuseum in Québec die Nr. 54 Waddon zu sehen ist. Besonders erwähnenswert sind die beiden erhaltenen Lokomotiven, die über 90 Jahre ihren Dienst im regulären Betrieb leisteten. Es sind dies die 1963 ausgemusterte ehemalige Nr. 70 Poplar, die 91 Jahre im Einsatz stand und bei der Kent and East Sussex Railway als Nr. 3 Bodiam erhalten ist, und die ebenfalls 1963 bei British Railways ausgemusterte Nr. 72 Fenchurch, die bei der Bluebell Railway im Einsatz ist.

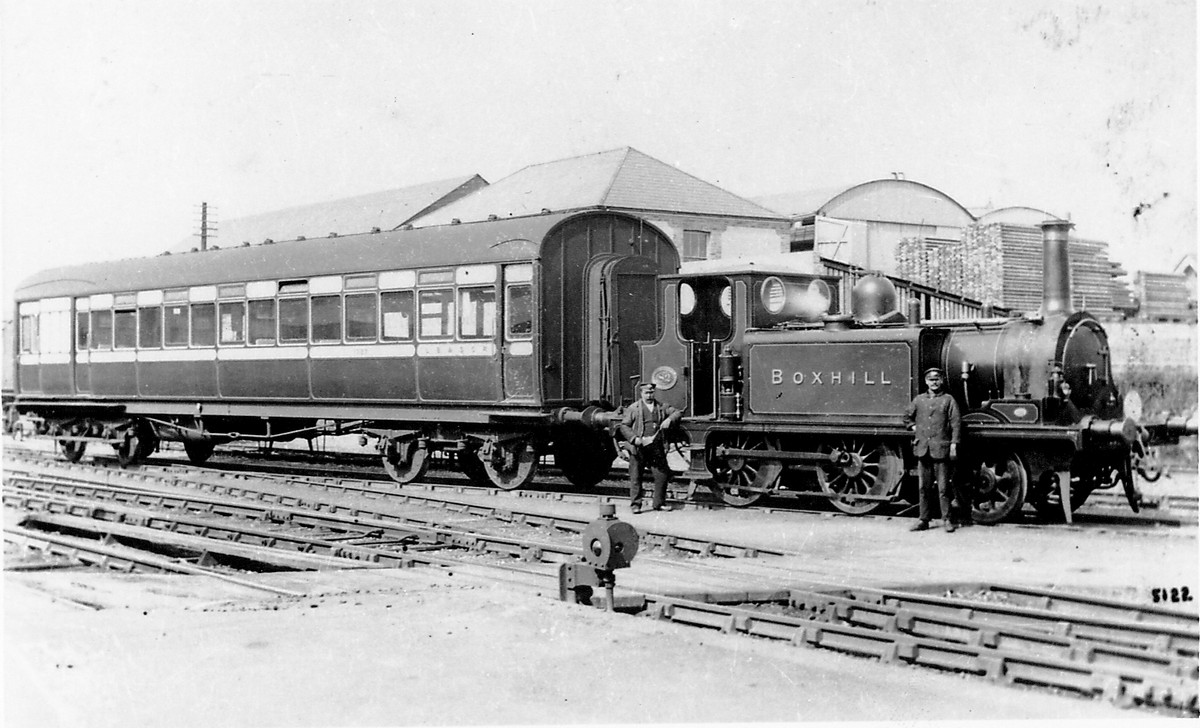
Motor Train mit der zur 1B-Lokomotive umgebauten Nr. 82 Boxhill

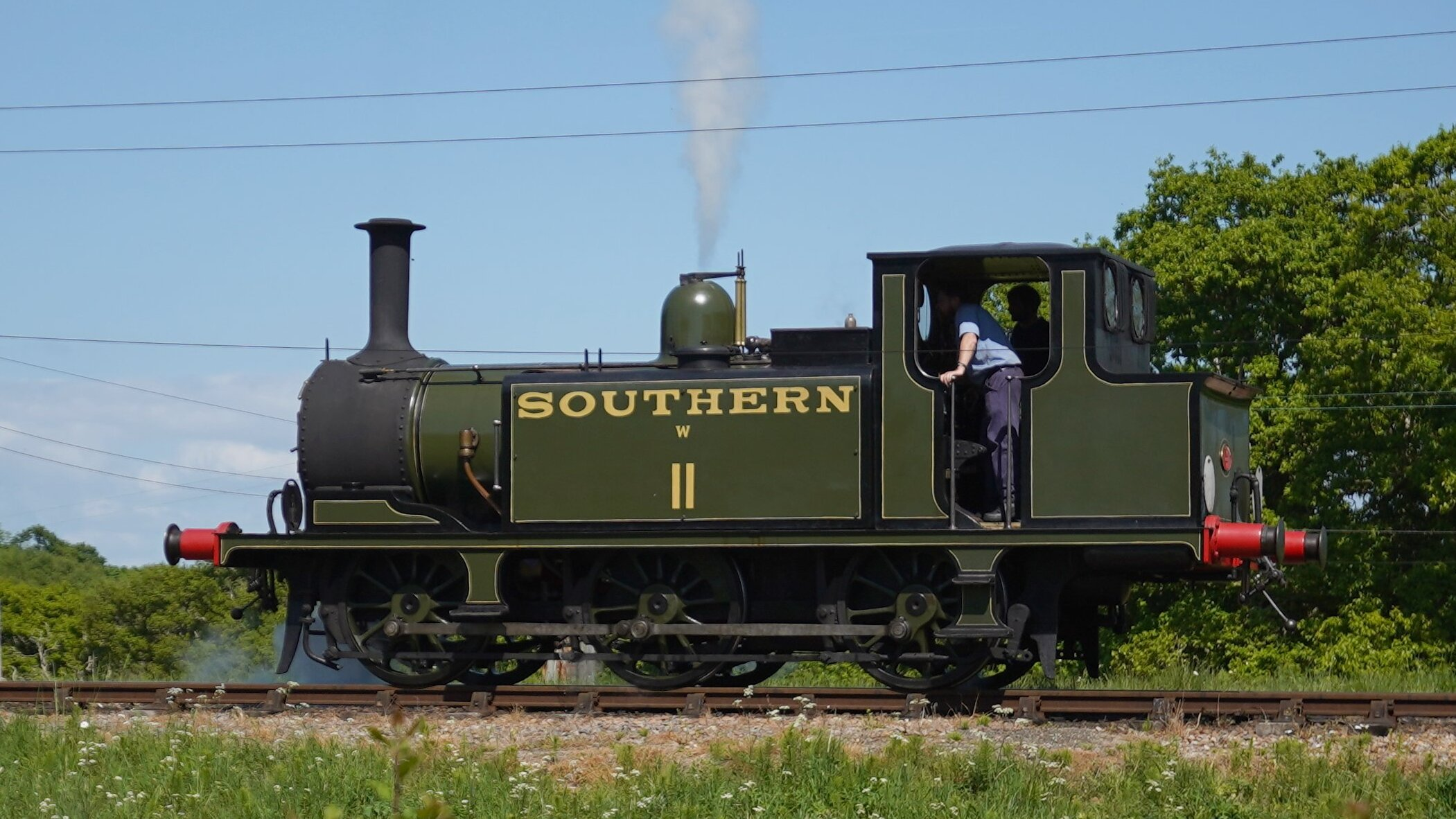
LB&SCR Nr. 40 Brighton als W11 Newport der Isle of Wight Steam Railway

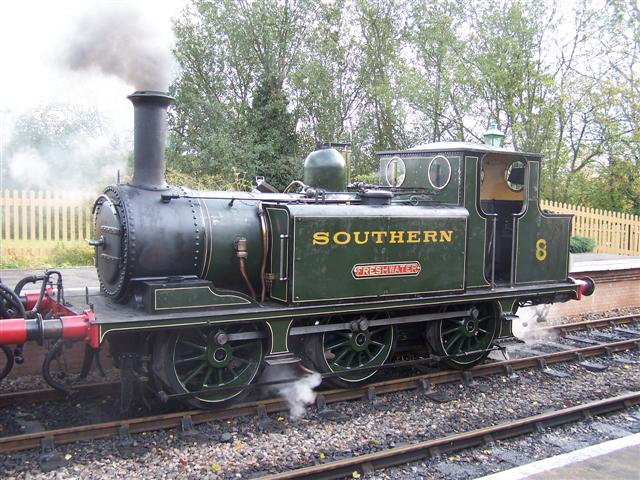
LB&SCR Nr. 46 Newington als W8 Freshwater der Isle of Wight Steam Railway

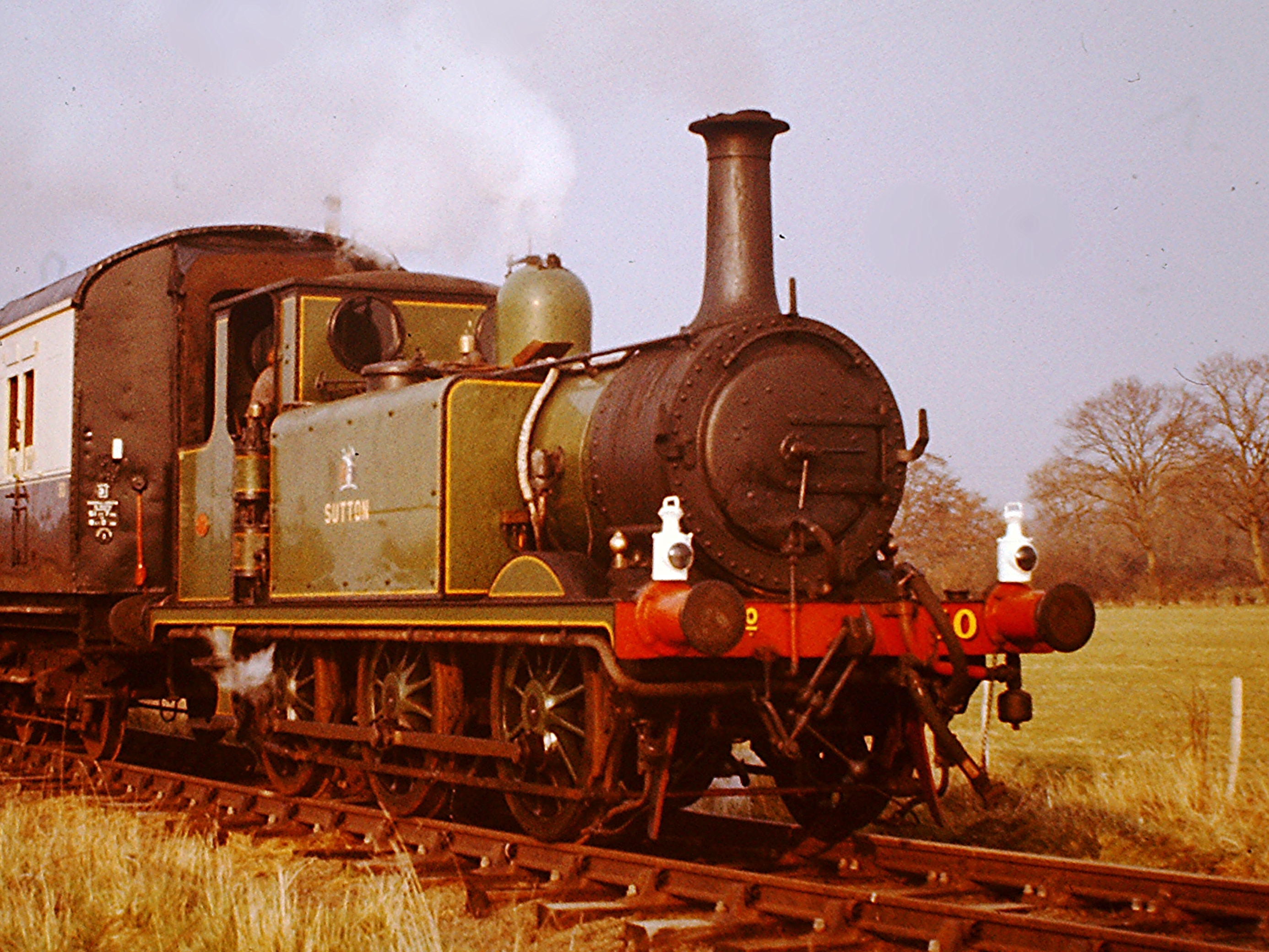
LB&SCR Nr. 50 Whitechapel als Nr. 10 Sutton der Kent and East Sussex Railway

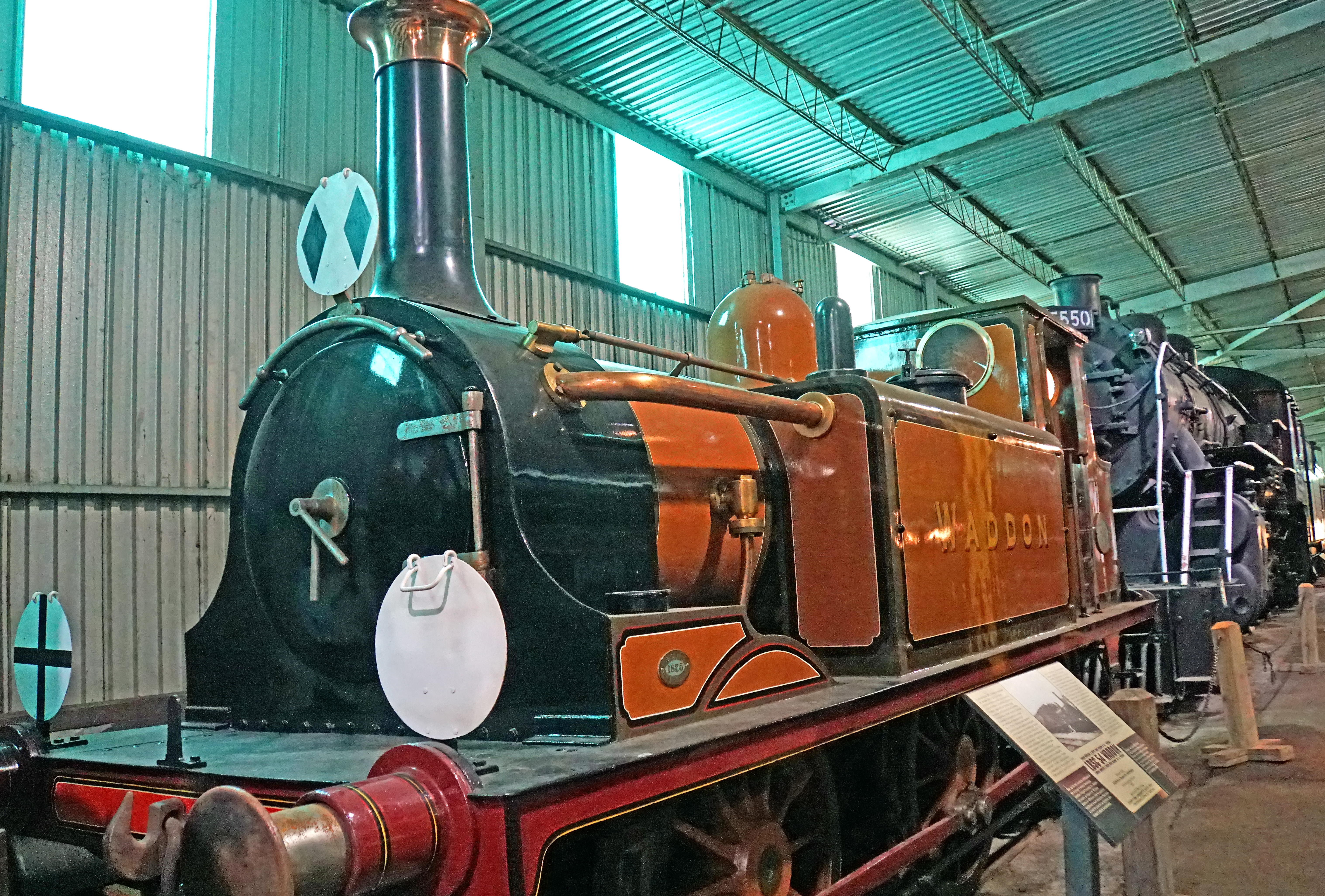
LB&SCR Nr. 54 Waddon ausgestellt im Musée ferroviaire canadien in Québec

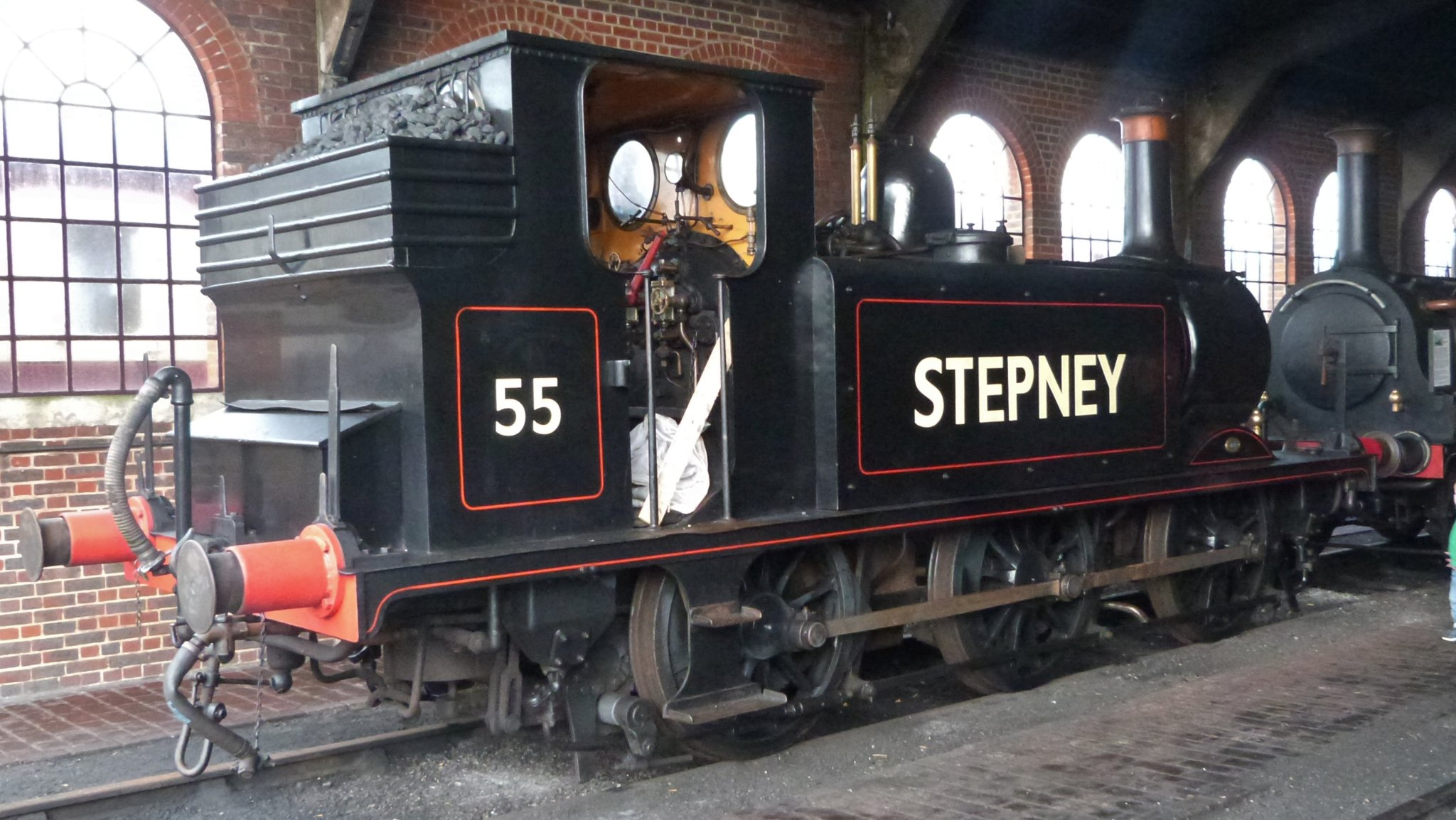
LB&SCR Nr. 55 Stepney der Bluebell Railway

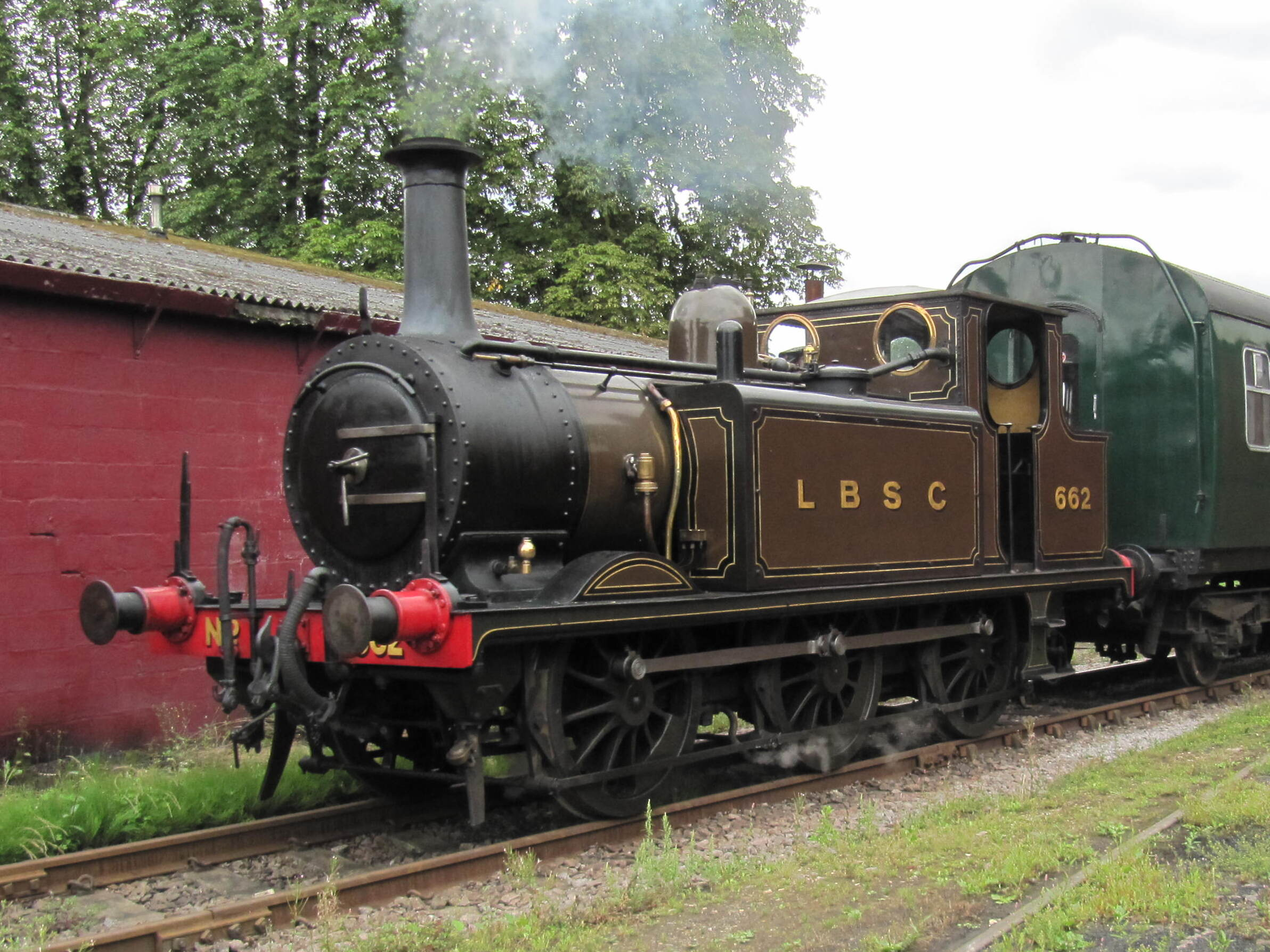
LB&SCR Nr. 62 Martello in Bressingham Steam and Gardens

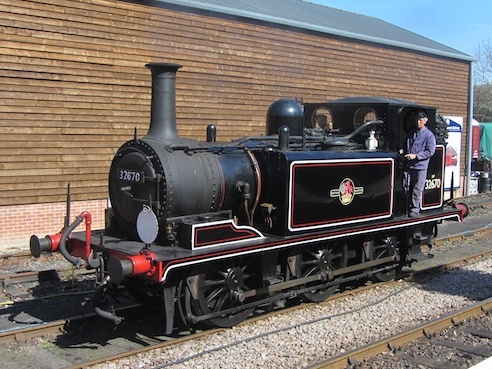
LB&SCR Nr. 70 Poplar als Nr. 3 Bodiam der Kent and East Sussex Railway

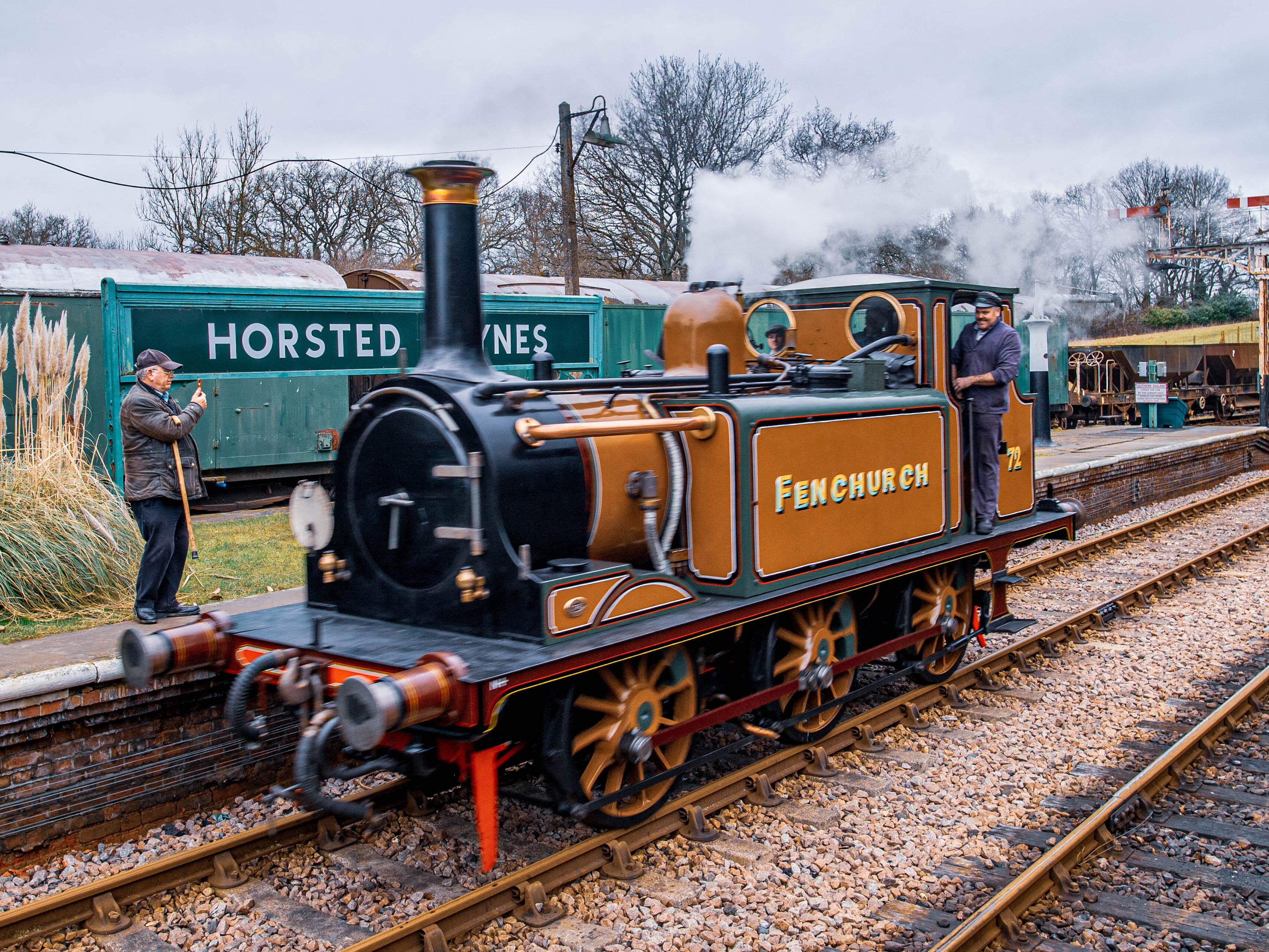
LB&SCR Nr. 72 Fenchurch der Bluebell Railway

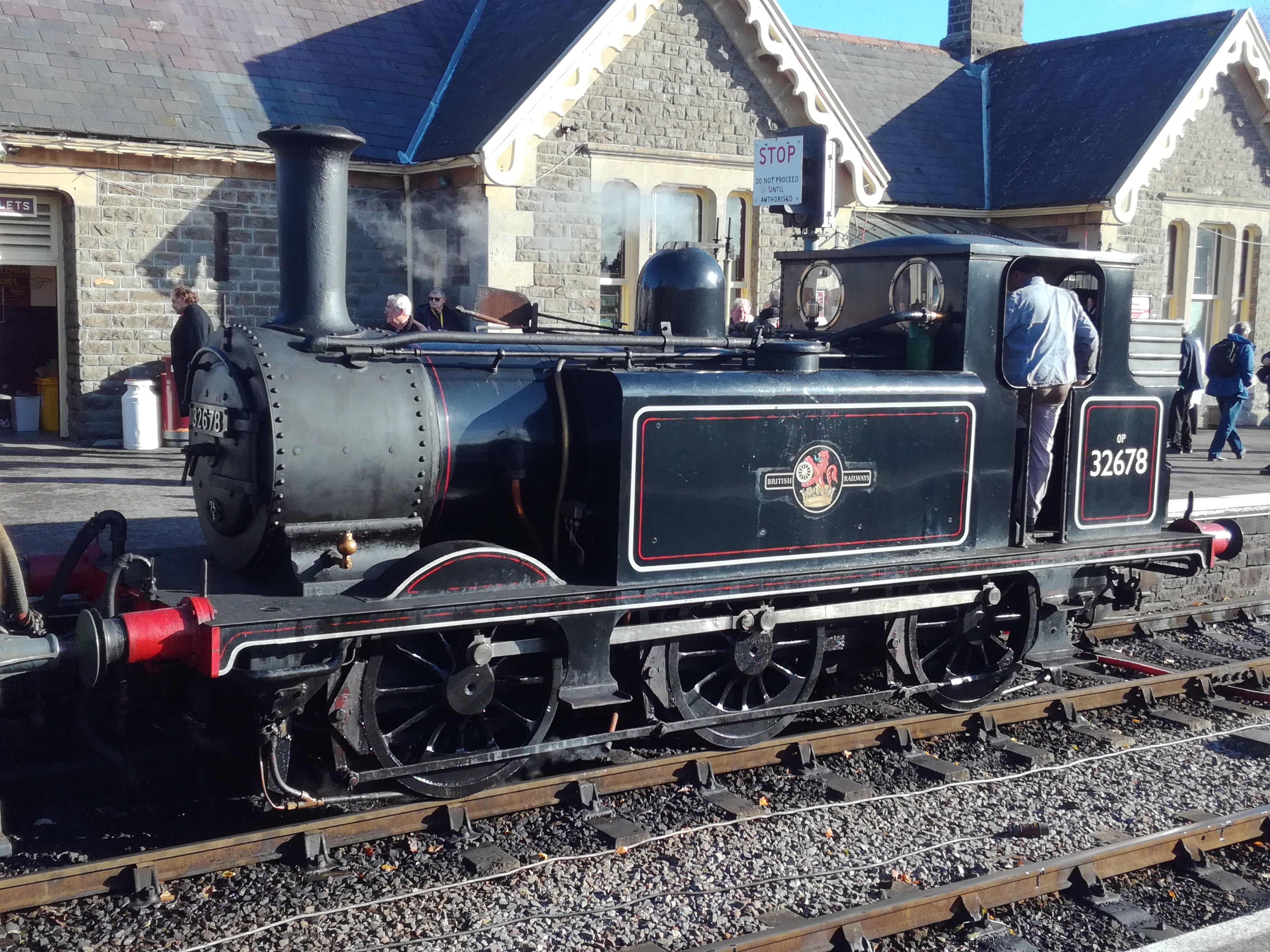
LB&SCR Nr. 78 Knowle als W14 Bembridge der Kent and East Sussex Railway

## Technik
Die Tenderlokomotiven der Klasse A1 waren auf einem besonders leichten Rahmen aufgebaut und hatten ein Innentriebwerk und eine innenliegende Stephenson-Steuerung. Besonders hervorzuheben war die Rückführung eines Teils des Abdampfs in die Wasserkästen zur Kondensierung und Vorwärmung des Speisewassers. Der Lokführer konnte den Anteil der Rückführung über ein Ventil einstellen. Die seitlichen Wassertanks, die mit dem vorgewärmten Wasser gefüllt waren, waren deshalb zur besseren Wärmeisolierung doppelwandig ausgeführt.
Die Speisewasserpumpe wurde mechanisch vom Innentriebwerk angetrieben. Diese Bauweise führte manchmal zu Problemen, da die Pumpe bei niedrigen Geschwindigkeiten zu wenig Wasser förderte. Eine Methode, dieses Problem zu umgehen, bestand darin, die Lokomotive auf geölten Schienen vor einem Prellbock abzustellen. Durch das Fahren gegen den Prellbock mit durchdrehenden Rädern konnte die Wasserpumpe in Gang gesetzt werden.
Die LB&SCR war eine der wenigen Bahnen in Großbritannien, die anstelle der Vakuumbremse die Druckluftbremse verwendete. Obwohl das Bremssystem teurer war, bot es den Vorteil, dass sich die Bremsen schneller anlegen und lösen ließen. Die Luftpumpe für die Druckluftversorgung war auf der rechten Seite am Führerhaus angebracht. Die ersten Lokomotiven hatten noch Bremsklötze aus Holz, erhielten jedoch später alle die üblichen Bremsklötze aus Gusseisen.
| Erhaltene Lokomotiven |             |           |              |                        | |
| Nummer                | Name        | Lieferung | Umbau zu A1X | Ausmusterung / Verkauf | Kommentar |
| 35                    | Morden      | 1878      | 1922         | 1963 abgebrochen       | ab 1947 Rangierlok in den Werkstätten in Brighton |
| 36                    | Bramley     | 1878      |              | 1902 verkauft          | 1902 an das Bauunternehmen Pauling & Co. 1909 abgebrochen |
| 37                    | Southdown   | 1878      |              | 1908 verkauft          | 1908 an die Royal Navy 19… an die Dalmore Distillery, Invergordon 1921 abgebrochen |
| 38                    | Millwall    | 1878      |              | 1918 verkauft          | 1918 an die Royal Navy 19… an die Glen Albin Distillery, Inverness 1923 an Shropshire & Montgomeryshire Railway 1934 abgebrochen |
| 39                    | Denmark     | 1878      |              | 1902 verkauft          | 1902 an das Bauunternehmen Pauling & Co. 1909 abgebrochen |
| 40                    | Brighton    | 1878      | 1918         | 1902 verkauft          | 1902 an die Isle of Wight Central Railway 1923 an Southern Railway (SR) 1963 ausgemustert 19… an Butlin’s verkauft und in Pwllheli ausgestellt 1972 Leihgabe an die Isle of Wight Locomotive Society |
| 41                    | Piccadilly  | 1877      |              | 1902 abgebrochen       | |
| 42                    | Tulsehill   | 1877      |              | 1925 abgebrochen       | |
| 43                    | Gipsyhill   | 1877      | 1919         | 1925 verkauft          | 1925 an Weston, Clevedon and Portishead Light Railway 1940 an Great Western Railway (GWR) 1950 ausgemustert 1954 abgebrochen |
| 44                    | Fulham      | 1877      | 1912         | 1951 abgebrochen       | |
| 45                    | Merton      | 1877      |              | 1904 abgebrochen       | Letzte von LB&SCR ausrangierte Lokomotive |
| 46                    | Newington   | 1877      | 1932         | 1903 verkauft          | 1903 an London and South Western Railway 1914 an Freshwater, Yarmouth and Newport Railway 1923 an Southern Railway (SR) 1963 ausgemustert 1963 an Sadler Railcar Company, Droxford verkauft 1966 an Brickwoods Brewery, Portsmouth 19… aufgestellt auf Hayling Island 1979 Schenkung an Isle of Wight Locomotive Society |
| 47                    | Cheapside   | 1876      | 1912         | 1951 abgebrochen       | |
| 48                    | Leadenhall  | 1876      |              | 1901 abgebrochen       | |
| 49                    | Bishopsgate | 1876      |              | 1902 verkauft          | 1902 an das Bauunternehmen Pauling & Co. 1909 abgebrochen |
| 50                    | Whitechapel | 1876      | 1920         | 1963 ausgemustert      | von 1937 bis 1951 Dienstfahrzeug 1963 an Sutton and Cheam |
| 51                    | Rotherhithe | 1876      |              | 1901 ausgemustert      | |
| 52                    | Surrey      | 1876      |              | 1902 verkauft          | 1902 an das Bauunternehmen Pauling & Co. um 1909 nach Argentinien verkauft |
| 53                    | Ashtead     | 1876      | 1912         | 1937 verkauft          | 1937 an Weston, Clevedon and Portishead Light Railway (WC&PR) 1940 an Great Western Railway (GWR) 1948 abgebrochen |
| 54                    | Waddon      | 1876      |              | 1904 verkauft          | 1904 an Sheppey Light Railway 1923 an Southern Railway ab 1932 Dienstfahrzeug 1962 ausgemustert 1962 an die Canadian Railroad Historical Association 1963 Ausgestellt im Musée ferroviaire canadien, Delson |
| 55                    | Stepney     | 1875      | 1912         | 1960 verkauft          | 1960 an Bluebell Railway. Erste betriebsfähige Lokomotive der ersten Museumsbahn der Welt |
| 56                    | Shoreditch  | 1875      |              | 1903 abgebrochen       | |
| 57                    | Thames      | 1875      |              | 1902 verkauft          | 1902 an das Bauunternehmen Pauling & Co. um 1909 nach Argentinien verkauft |
| 58                    | Wandle      | 1875      |              | 1902 abgebrochen       | |
| 59                    | Cheam       | 1875      | 1921         | 1963 abgebrochen       | ab 1953 Dienstfahrzeug |
| 60                    | Ewell       | 1875      |              | 1902 abgebrochen       | |
| 61                    | Sutton      | 1875      | 1912         | 1963 abgebrochen       | Letzter Terrier, der durch British Railways abgebrochen wurde |
| 62                    | Martello    | 1875      | 1912         | 1963 ausgemustert      | 19… an Butlin’s verkauft und in Ayr ausgestellt 1971 in Bressingham Steam and Gardens ausgestellt |
| 63                    | Preston     | 1875      | 1913         | 1925 abgebrochen       | |
| 64                    | Kemptown    | 1874      |              | 1903 abgebrochen       | |
| 65                    | Tooting     | 1874      |              | 1901 abgebrochen       | |
| 66                    | Hatcham     | 1874      |              | 1901 abgebrochen       | |
| 67                    | Brixton     | 1874      |              | 1920 verkauft          | 1920 an Messrs. Mylon & Smith oder Rylon & Smith 19… an Grassmore Colliery 1935 abgebrochen |
| 68                    | Clapham     | 1874      |              | 1903 verkauft          | 1903 an London and South Western Railways 1923 an Southern Railway (SR) 1935 ausgemustert |
| 69                    | Peckham     | 1874      | 1930         | 1900 verkauft          | 1900 an Isle of Wight Central Railway 1923 an Southern Railway (SR) 1936 ausgemustert 1949 abgebrochen |
| 70                    | Poplar      | 1872      | 1943         | 1901 verkauft          | 1901 an Rother Valley Railways 1948 an British Railways 1963 ausgemustert 1964 an Kent & East Sussex Preservation Society 1995 an The Terrier Trust für die Kent and East Sussex Railway |
| 71                    | Wapping     | 1872      |              | 1905 verkauft          | 1905 an Rother Valley Railways 1932 ausgemustert 1938 abgebrochen |
| 72                    | Fenchurch   | 1872      | 1913         | 1898 verkauft          | 1898 an Hafengesellschaft Newhaven 1926 an Southern Railway (SR) 1964 ausgemustert 1964 an Bluebell Railway |
| 73                    | Deptford    | 1872      | 1912         | 1919 verkauft          | 1919 an Edge Hill Light Railway 1946 abgebrochen |
| 74                    | Shadwell    | 1872      |              | 1920 verkauft          | 1920 an Edge Hill Light Railway ca. 1946 abgebrochen |
| 75                    | Blackwall   | 1872      |              | 1899 verkauft          | 1899 an Isle of Wight Central Railway 1923 an Southern Railway (SR) 1927 abgebrochen |
| 76                    | Hailsham    | 1877      |              | 1903 abgebrochen       | |
| 77                    | Wonersh     | 1880      | 1911         | 1959 ausgemustert      | 1960 abgebrochen |
| 78                    | Knowle      | 1880      | 1911         | 1963 ausgemustert      | 19… an Butlin’s und in Minehead ausgestellt 1983 an Resco (Railways) 1995 an The Terrier Trust für die Kent and East Sussex Railway |
| 79                    | Minories    | 1880      | 1912         | 1918 verkauft          | 1918 an die Royal Navy 1933 abgebrochen |
| 80                    | Bookham     | 1880      | 1912         | 1925 abgebrochen       | |
| 81                    | Beulah      | 1880      |              | 1918 verkauft          | 1903 bis 1915 als 1B-Lokomotive im Einsatz 1918 an die Royal Navy 1922 an die Dalmore Distillery, Invergordon 1923 an die Shropshire and Montgomeryshire Railway 1934 abgebrochen |
| 82                    | Boxhill     | 1880      |              | 1946 ausgemustert      | 1903 bis 1915 als 1B-Lokomotive im Einsatzgebiet ab 1913 Dienstfahrzeug |
| 83                    | Earlswood   | 1880      |              | 1918 verkauft          | 1918 an die Royal Navy 1922 an die Dalmore Distillery, Invergordon 1923 an die Shropshire and Montgomeryshire Railway 1931 ausgemustert 1932 an Southern Railway als Ersatzteilspender 1949 abgebrochen |
| 84                    | Crowborough | 1880      | 1916         | 1903 verkauft          | 1903 an Isle of Wight Central Railway 1923 an Southern Railway (SR) 1935 ausgemustert 1949 abgebrochen |